# Teerawat Homklin
Teerawat Homklin (taj. ธีรวัฒน์ หอมกลิ่น ;ur. 13 października 1987) – tajski judoka. Olimpijczyk z Londynu 2012, gdzie zajął siedemnaste miejsce w wadze półciężkiej.
Uczestnik mistrzostw świata w 2011. Siódmy na mistrzostwach Azji w 2013. Srebrny medalista igrzysk Azji Południowo-Wschodniej w 2011 roku.

## Letnie Igrzyska Olimpijskie 2012
| Konkurencja | Eliminacje                      | Klas. końcowa |
| Konkurencja | Przeciwnik I                    | Miejsce       |
| ----------- | ------------------------------- | ------------- |
| 100 kg      | Najdangijn Tüwszinbajar (MGL) P | 17.           |